# Tomás Zaragoza y Sacristán
Tomás Zaragoza y Sacristán (-ca. 1875) fue un oficial de la Contaduría, archivero y jefe de la Sección del Patrimonio de la Intendencia General de la Casa Real.

## Trayectoria en la Casa Real
En 1834 ya encontramos a Zaragoza al servicio de la Casa Real como oficial de 3.ª en la Contaduría de El Pardo y de 2.ª al año siguiente. Por fin, en septiembre de 1843 es oficial de 1.ª y, dado su buen hacer, es destinado a Madrid, al Palacio Real, en 1849. En marzo de ese año, el 27, es nombrado archivero de la Real Casa y Patrimonio para organizarlo, bajo las órdenes del Secretario de Cámara, por jubilarse el anterior archivero, Vicente Cabezón. Ese mismo 1849 acaba el año como secretario real de Su Majestad, por nombramiento del 22 de noviembre. Se ve favorecido en esos años y se le premia con la condecoración de comendador de la Orden de Carlos III el 14 de abril de 1853. En esos años mantiene muy buena relación con el bibliotecario mayor, Miguel Salvá Munar, futuro obispo de Mallorca, hasta el punto de sustituirle cuando en verano se ausentaba, aunque a partir de 1850 le sustituirá el bibliotecario segundo, Manuel Carnicero Weber, como era lo preceptivo, por lo que temporalmente fue director de la Real Biblioteca. Su relación con la Real Biblioteca fue estrecha a fines de los años cuarenta pues entonces realiza unos [Borradores de] Noticia del origen, aumento y estado actual de la Biblioteca de Cámara de S.M. en julio de 1849 [y del] Origen del Monetario, su aumento y estado actual.
Los años cincuenta siguen en ascenso para él y en 1857, el 12 de marzo, es Jefe de la Sección del Real Patrimonio en la Intendencia General, ganando 20000 reales. Justo entonces es nombrado archivero general de la Casa Real Pascual de Gayangos, que lo será hasta el 14 de diciembre de 1862, cuando se jubila. En octubre de 1868, tras la revolución llamada La Gloriosa que derroca a Isabel II, se le confirma, ganando 1200 escudos pero en abril de 1869 cesa, sustituyéndole Ildefonso Puertas, tras 35 años de servicio a la Casa Real y Patrimonio. Debió de fallecer unos años después.